# سیارک ۲۵۵۴
سیارک ۲۵۵۴ (به انگلیسی: 2554 Skiff، نامگذاری:1980OB) دو هزار و پانصد و پنجاه و چهارمین سیارک کشف شده‌است که در ۱۷ ژوئیه ۱۹۸۰ کشف شد.
قدر مطلق سیارک برابر ۱۳٫۰۰ است.